# Eudioctria media
Eudioctria media là một loài ruồi trong họ Asilidae. Eudioctria media được Banks miêu tả năm 1917. Loài này phân bố ở vùng Tân Bắc giới.